# Кансай (посёлок)
Кансай (тадж. Консой) — посёлок городского типа в Согдийской области Таджикистана, подчинён администрации города Гулистон (ранее Кайраккум). Расположен на склонах хребта Карамазор.
Возник как посёлок при свинцово-цинковом руднике. Статус посёлка городского типа с 1933 года

## Население
| 1939 | 1959 | 1970 | 1979 | 1989 | 2013 | 2021 | 2022 |
| ---- | ---- | ---- | ---- | ---- | ---- | ---- | ---- |
| 2609 | 5013 | 4743 | 4462 | 4616 | 7000 | 6100 | 6200 |